# فرانسیسکو اورتگا
فرانسیسکو اورتگا (انگلیسی: Francisco Ortega؛ زادهٔ ۱۹ مارس ۱۹۹۹) بازیکن فوتبال اهل آرژانتین است.
از باشگاه‌هایی که در آن بازی کرده‌است می‌توان به باشگاه فوتبال ولز سارسفیلد اشاره کرد.
وی همچنین در تیم ملی فوتبال زیر ۲۰ سال آرژانتین بازی کرده‌است.